# Андриацминда
Андриацминда (груз. ანდრიაწმინდა) — село в Грузии, на территории Ахалцихского муниципалитета края (мхаре) Самцхе-Джавахети.

## География
Село находится в южной части Грузии, к западу от реки Уравели (левый приток Куры), на расстоянии приблизительно 5 километров (по прямой) к юго-юго-востоку от города Ахалцихе, административного центра муниципалитета. Абсолютная высота — 1314 метров над уровнем моря.

## Население
По результатам официальной переписи населения 2014 года, в Андриацминде проживало 295 человек (150 мужчин и 145 женщин). В национальной структуре населения грузины составляли 98,3 %, армяне — 1,7 %.
| Год  | Население, человек |
| ---- | ------------------ |
| 2002 | 280                |
| 2014 | ↗ 295              |